# 강승아

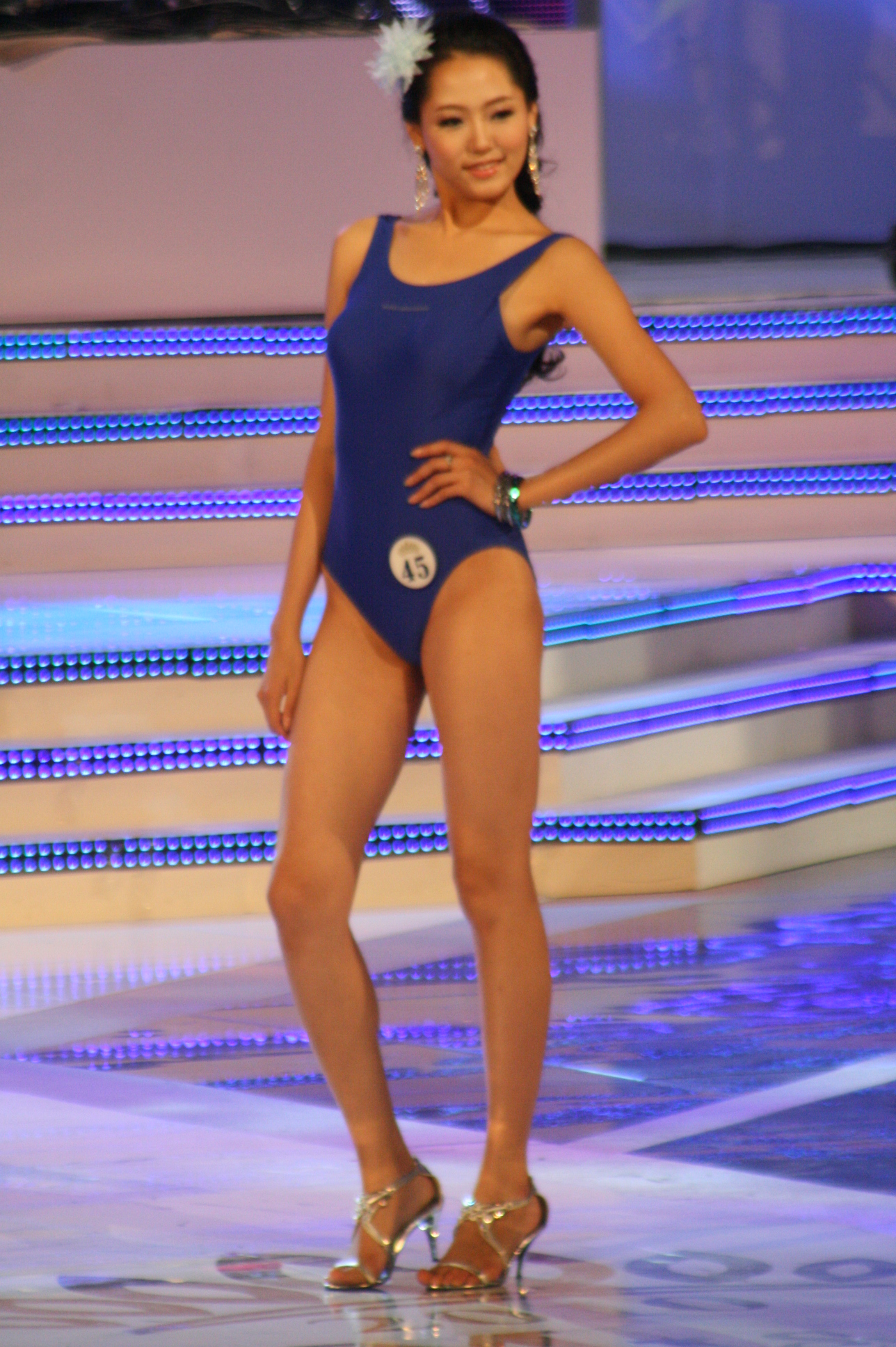

강승아(1990년 1월 28일 ~ )는 대한민국의 미스코리아 출신 항공 승무원이다.

## 프로필
- 취미: 영화감상, 음악감상
- 특기: 요리